# 仙巖園
31°37′2″N 130°34′37″E / 31.61722°N 130.57694°E
仙巖園（日语：せんがんえん），別名磯庭園（いそていえん），位在日本鹿兒島縣鹿兒島市吉野町，原是薩摩藩主島津氏的別邸和庭園，現為古蹟與觀光景點，占地面積約5公頃。

## 概要
1658年（萬治元年），由第19代當主島津光久造園，之後歷經歷代當主的改築。其特徴是採用借景技法，以櫻島為築山、鹿兒島灣為池的廣大庭園。島津齊彬時代，將庭園的一部份用於建造歐洲式製鐵所及製造硝石的工廠，形成集成館事業的一部份。1857年（安政4年），園中的石燈籠裝上瓦斯管線，成為日本最早以天然氣提供照明的路燈。1949年（昭和24年），隨著華族制度廢止，改由鹿兒島市管理。1957年（昭和32年）返還島津家，目前由島津興業管理經營。1958年（昭和33年），被指定為國之名勝。

### 遊覽指南
- 開館日：全年無休。
- 開館時間：上午8點30分至下午5點30分（但11月1日至3月15日期間於下午5點20分關閉）。
- 停車場：可停大型巴士50輛／一天1,000日元、轎車500輛／一天300日元。

### 交通方式
- 自行開車：

- 由鹿兒島中央站：20分鐘車程。
- 由鹿兒島機場（經國道10號始良交流道）：40分鐘車程。
- 由櫻島渡輪棧橋：10分鐘車程。

- 巴士：

- 鹿兒島市內循迴觀光巴士（（日語）カゴシマシティビュー）：仙巖園前站下車。
- 民營巴士（3家）：仙巖園前站下車。

- 鐵道：

- JR九州：仙巖園站下車。

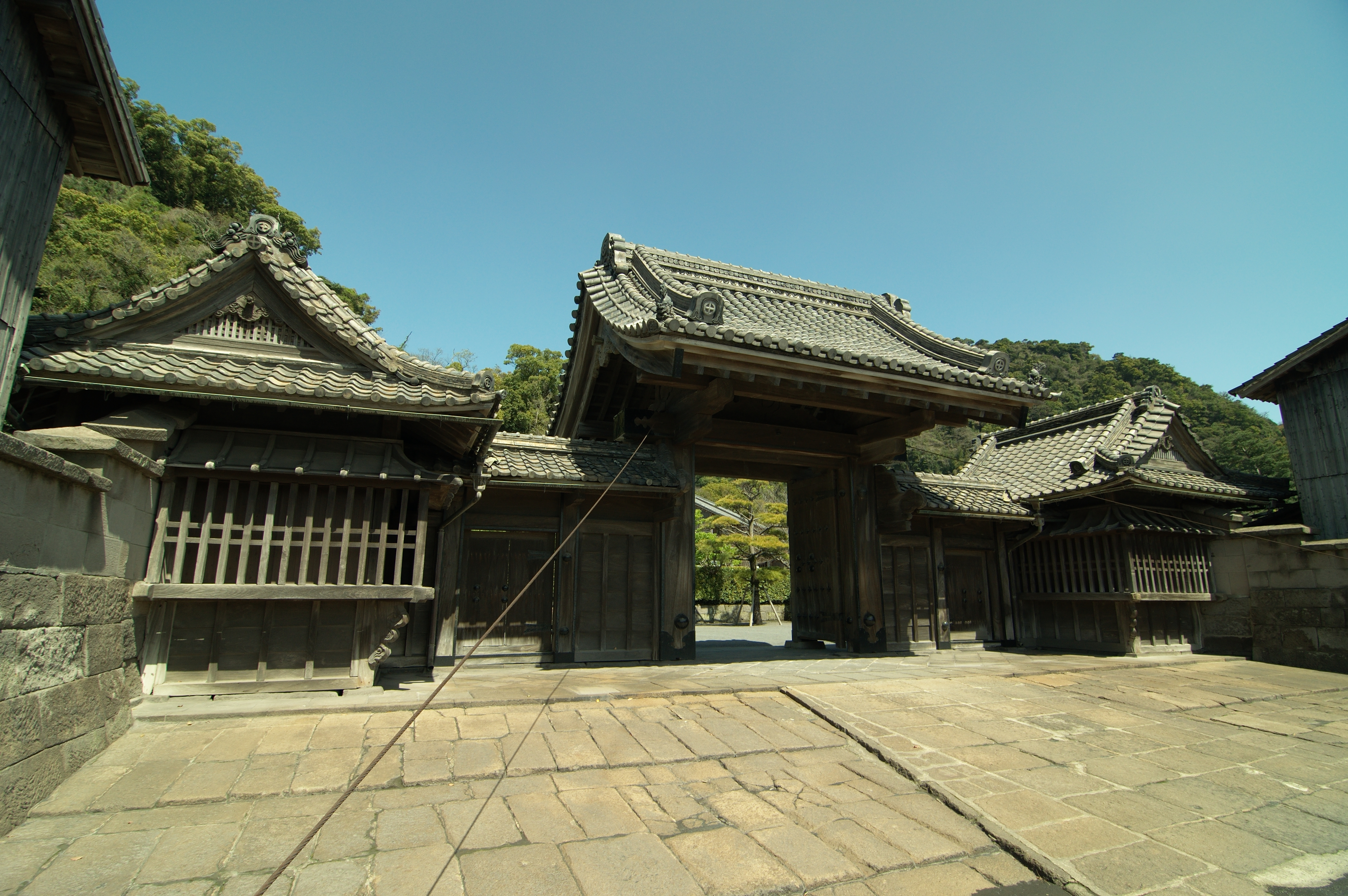
正門
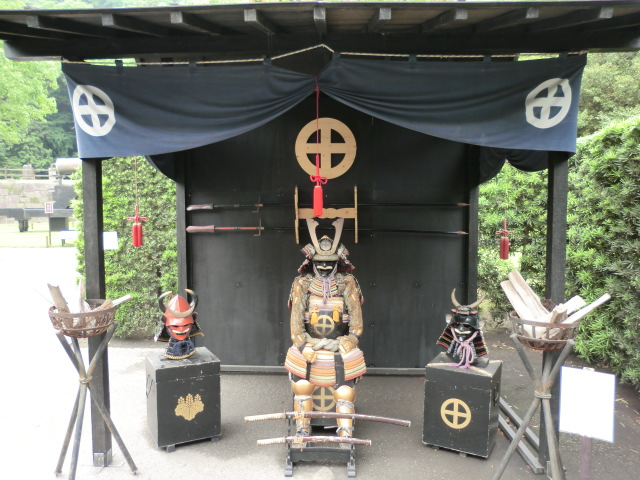
位於入口處之島津氏鎧甲
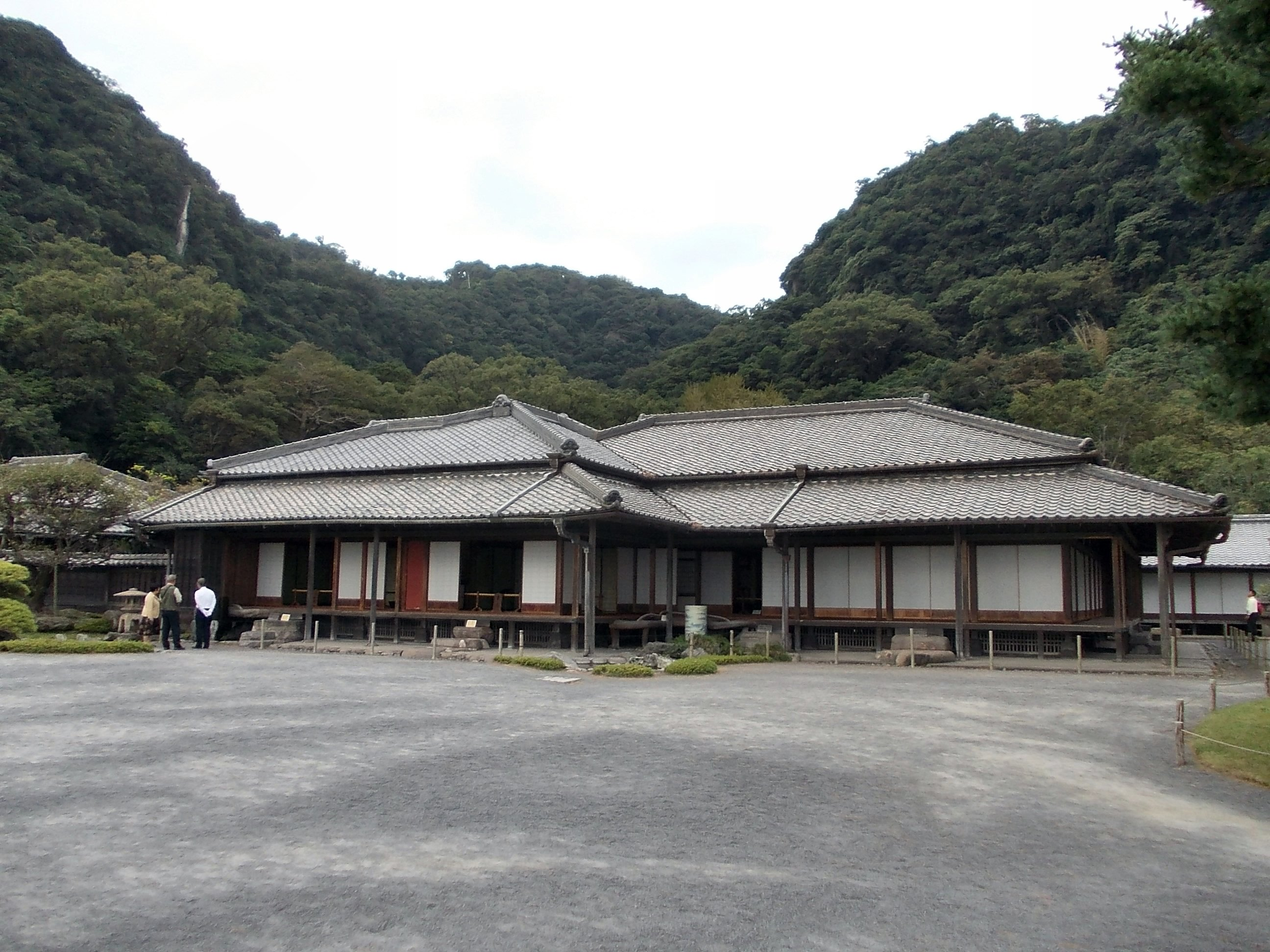
本殿
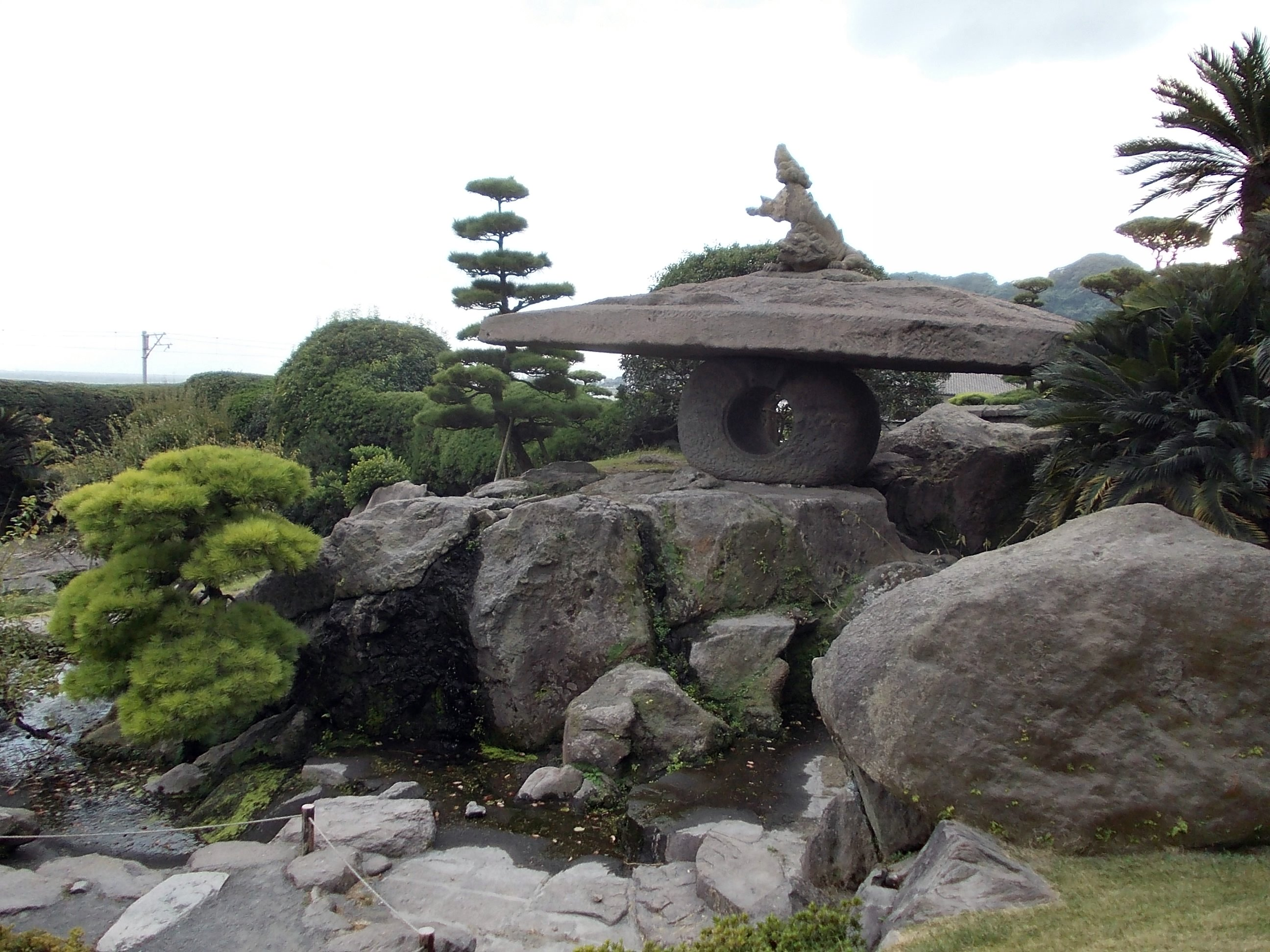
庭園一隅
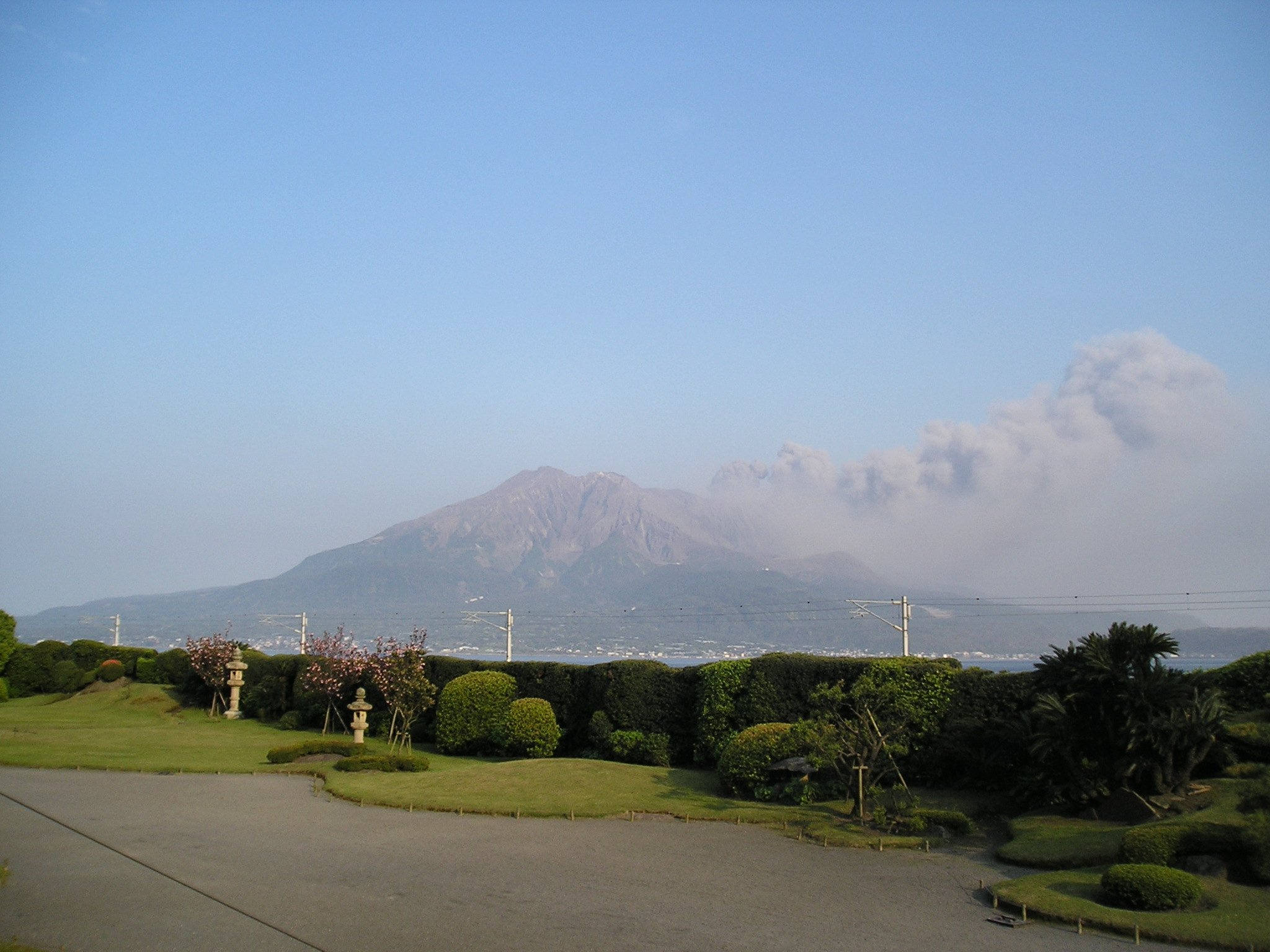
遠眺櫻島
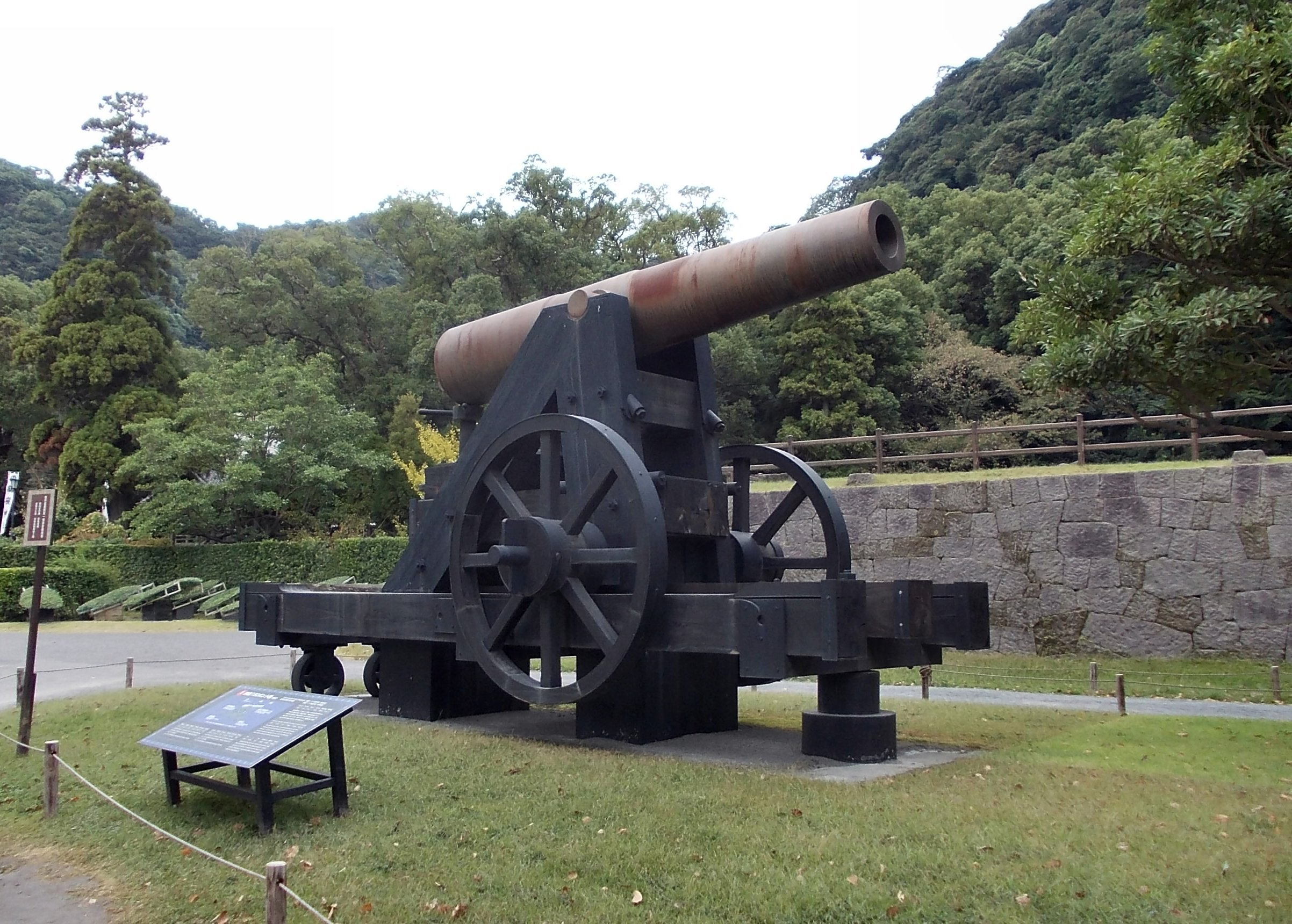
庭園一隅
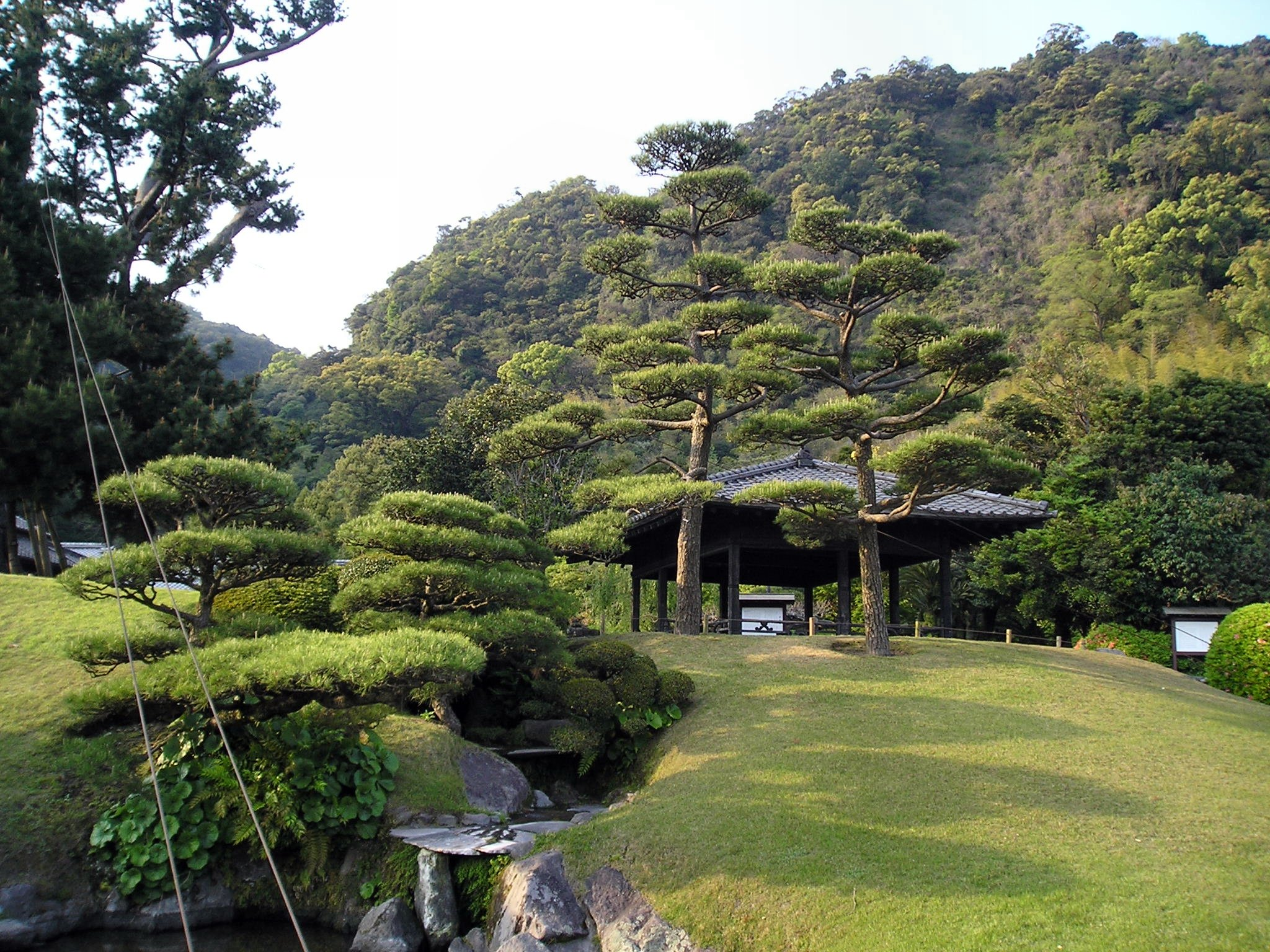
庭園一隅
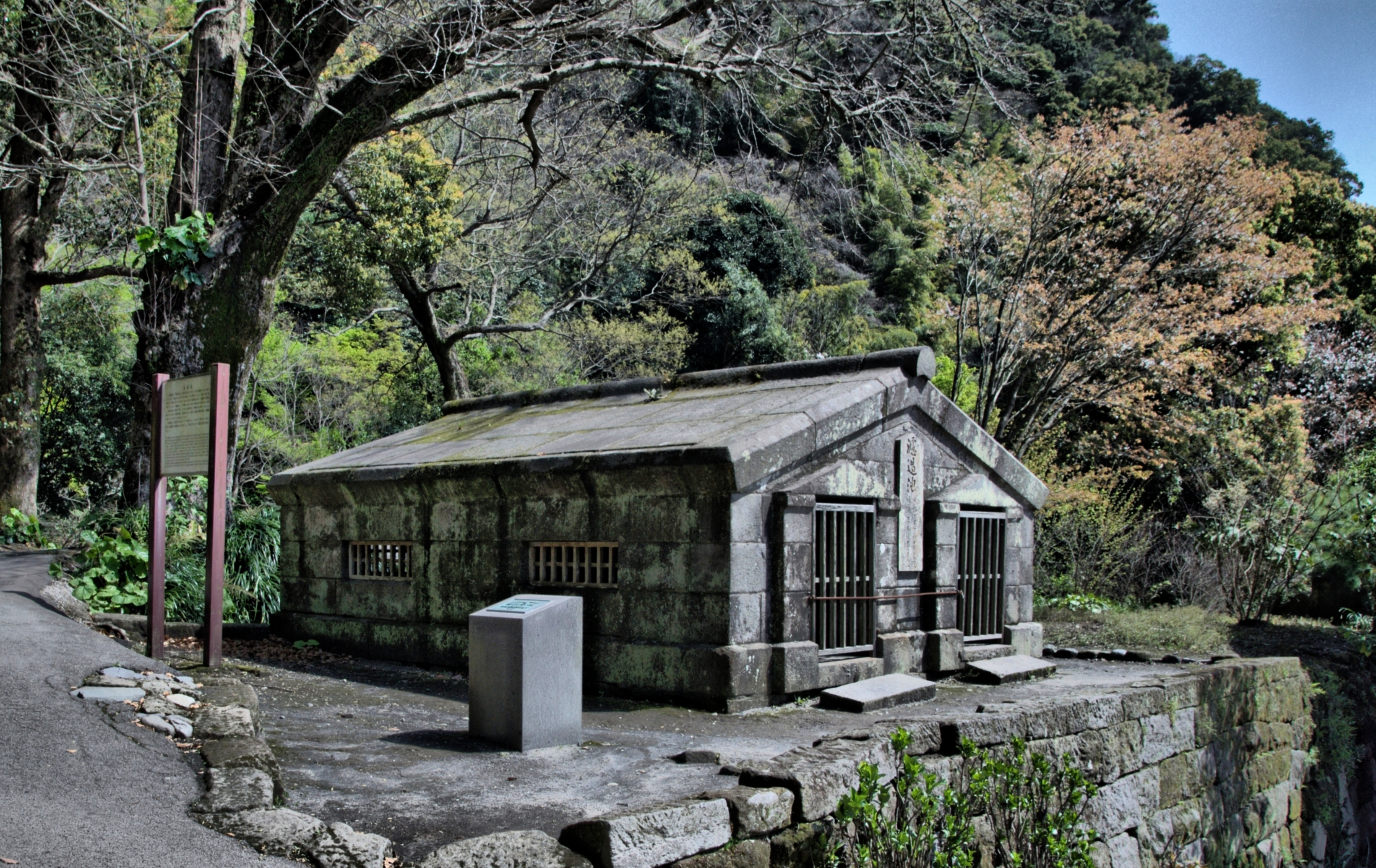
過濾池設備

## 關連項目
- 鶴嶺神社（日语：鶴嶺神社）
- 尚古集成館（日语：尚古集成館）
- 日本國指定名勝一覽（日语：日本国指定名勝の一覧）
- 篤姫：NHK大河劇曾在此借景拍攝。

## 外部連結
- （日語）仙巌園公式ウェブサイト （页面存档备份，存于）
- （日語）國指定文化財等データベース（页面存档备份，存于）
- OpenStreetMap上有關1309677433  仙巖園的地理